# Antony Gautier
Antony Gautier (Seclin, 19 november 1977) is een Frans voetbalscheidsrechter. Hij is sinds 2010 een scheidsrechter van de FIFA. Gautier floot in de UEFA Europa League 2012/13 zes wedstrijden, waaronder de kwartfinale tussen Benfica en Newcastle United. Ook was hij actief in de Champions League in hetzelfde seizoen. Hij leidde drie wedstrijden, waarvan twee in de groepsfase en een in de derde kwalificatieronde. In 2013 was hij de scheidsrechter bij enkele wedstrijden op het Europees kampioenschap voetbal onder 21. 

## Interlands
| Datum            | Wedstrijd               | Uitslag | Competitie        | Kreeg geel | Kreeg voor de tweede keer geel en dus rood | Weggestuurd |
| ---------------- | ----------------------- | ------- | ----------------- | ---------- | ------------------------------------------ | ----------- |
| 17 november 2010 | Portugal – Spanje       | 4 – 0   | Vriendschappelijk | 3          | 0                                          | 0           |
| 7 juni 2011      | Zweden – Finland        | 5 – 0   | EK-kwalificatie   | 1          | 0                                          | 0           |
| 11 oktober 2011  | Kroatië – Letland       | 2 – 0   | EK-kwalificatie   | 2          | 0                                          | 0           |
| 26 mei 2012      | Zwitserland – Duitsland | 5 – 3   | Vriendschappelijk | 2          | 0                                          | 0           |
| 7 september 2012 | IJsland – Noorwegen     | 2 – 0   | WK-kwalificatie   | 2          | 0                                          | 0           |
| 6 februari 2013  | Zweden – Argentinië     | 2 – 3   | Vriendschappelijk | 2          | 0                                          | 0           |
| 22 maart 2013    | Schotland – Wales       | 1 – 2   | WK-kwalificatie   | 6          | 1                                          | 1           |
| 6 september 2013 | Tsjechië – Armenië      | 1 – 2   | WK-kwalificatie   | 7          | 0                                          | 0           |
| 10 oktober 2014  | Malta – Noorwegen       | 0 – 3   | EK-kwalificatie   | 1          | 0                                          | 0           |
| 12 november 2014 | België – IJsland        | 3 – 1   | Vriendschappelijk | 0          | 0                                          | 0           |